# Todd White
Todd White (24 de maio de 1975) é um pastor evangélico estadunidense, adepto da teologia da prosperidade. Ele é fundador e presidente da "Lifestyle Christianity University" em Watauga, Texas.
White é ex-viciado em drogas e ex-ateu, e sua conversão teria ocorrido em 2004. Ele é o autor de Life is Short - Leave a Legacy (2020). Foi criticado no documentário American Gospel: Christ Alone, e respondeu chamando-o de "inspirado demonicamente".
Em 2022, White revelou ter um problema cardíaco em que seu coração bate com capacidade limitada.

## The Send
Juntamente com Lou Engle e outros líderes neopentecostais, como Michael Koulianos, Daniel Kolenda e Teófilo Hayashi, White participou da criação do movimento evangelístico "The Send". O primeiro grande evento foi realizado em 23 de fevereiro de 2019, no Camping World Stadium in Orlando, Flórida.
Todd White esteve no Brasil em fevereiro de 2020, durante um evento "The Send" realizado em Brasília. Tendo Jair Bolsonaro como um dos seus convidados de honra, White declarou que ali o presidente havia declarado sua conversão a Jesus Cristo.